# Éric Brogniet
 (mai 2012).
Éric Brogniet, né le 16 août 1956 à Ciney (province de Namur) en Belgique, est un poète belge.

## Biographie
Auteur, depuis 1982, d'une vingtaine de livres de poésie, d'essais et de textes critiques, Éric Brogniet est considéré comme l'un des plus importants poètes de sa génération. Documentaliste à Liège (1981), puis au Gouvernement provincial de Namur (de 1981 à 1988), il travaille ensuite comme conseiller littéraire à la Maison de la Poésie de Namur où il fonde et dirige la revue de poésie Sources. Il a également créé et dirigé de 1988 à 2000 la collection « Poésie des Régions d'Europe », une collection d'anthologies des poésies européennes.
Après avoir été conseiller du Ministre des Arts, des Lettres et de l’Audiovisuel du Gouvernement de la Fédération Wallonie-Bruxelles entre 2000 et 2003, il fut, de 2004 à 2014, directeur de la Maison de la Poésie et de la Langue française et du Festival international de la Poésie Wallonie-Bruxelles à Namur.
Nommé en 2010 citoyen d'honneur de la Ville d'Andenne, dont il est originaire et où il réside aujourd'hui, il fut aussi désigné Namurois de l'année 1991 par l'association namuroise Confluent . Il a été deux fois nommé parmi les finalistes du Prix du Parlement de la Fédération Wallonie-Bruxelles.
Il a assuré la direction scientifique du Colloque Une Europe de la Création, durant la Présidence belge de l'Union Européenne en 2001 et contribué à la création des "Chaises-poèmes", une installation d'art dans l'espace public du sculpteur québécois Michel Goulet, à Namur, Dinant et Nismes (Viroinval), Les ailleurs d'Henri Michaux.
Il dirige aux Editions Le Taillis Pré la collection erOtik et est membre depuis 2024 du collectif éditorial EDERN. Il collabore aussi régulièrement au blog littéraire belge francophone Le Carnet et les Instants
Éric Brogniet a été élu à l'Académie royale de langue et de littérature françaises de Belgique le 17 avril 2010 : il y succède au poète Fernand Verhesen.
Éric Brogniet a fait don de ses archives aux Archives et Musée de la Littérature (11 mètres linéaires en plus de sa correspondance et de fichiers numériques ainsi qu'une partie de sa bibliothèque) en juillet 2018 et août 2023. Le site des Archives de la Ville d'Andenne, Bibliotheca andana, donne également accès en ligne à une partie des archives de l'auteur : https://www.bibliotheca-andana.be/?page_id=266243
A propos :
« Éric Brogniet s'est hissé au premier rang de la poésie d'aujourd'hui. Comme  analyste, comme penseur, comme animateur, mais surtout comme praticien. Il est  devenu une des consciences de référence dans le domaine, capable du retrait  créatif comme de l'immersion dans l'action. Il est un lyrique surdoué qu'aucune scansion, aucune respiration ne  rebutent : dans les registres les plus divers, il fait preuve d'une souveraine  sûreté, sachant aussi réinvestir un espace du sacré que l'on croyait déserté  par la poésie de ce temps. Brogniet croit à une capacité d'illumination  poétique, Il y a une fièvre dans cette poésie de la passion, mais aussi une  intelligente guidance. La synthèse de la pulsion et de la réflexion donne tout  son prix à cette aventure poétique majeure. » (Jacques  De Decker).

## Œuvres

### Poésie
- Femme obscure, Paris, éd. La coïncidence ; Le Pont de l'Épée, 1982.
- Terres signalées, Paris, éd. Saint-Germain-des-Prés, coll. « Poésie sans frontière », 1984.
- Le feu gouverne, Lausanne, éd. L'Âge d'Homme, 1986.
- Usage du rêve, Valenciennes, éd. Centre Froissart, coll. « Cahiers Froissart », no 110, 1987.
- Les Jardins de Monet, Amay, éd. L'Arbre à Paroles, coll. « Buisson ardent », 1989.
- Asturies couleur du temps, Mortemart, éd. Rougerie, coll. « Poésie présente », 1989.
- Visage de Jeanne Modigliani, Alghero , éd. Nemapress, 1990. Version en italien.
- Cryptographie solitaire des astres, Châtelineau, éd. Le Taillis Pré, coll. « La Main à Plume », 1990. Dessins d'André Miguel.
- Nicolas de Staël, le vertige et la lumière, Strépy-Bracquegnies, éd. Galiena, 1991.
- L'Atelier transfiguré, Paris, éd. Le Cherche-Midi, 1993.
- Transparences, Bruxelles, éd. Les Éperonniers, 1992.
- Surgissements, Soumagne, éd. Tétras-Lyre, coll. « Accordéon », 1992.
- Éblouie, traversée, Amay, éd. L’Arbre à paroles, coll. « Buisson ardent », 1995.
- L'ombre troue la bouche, Amay, éd. L'Arbre à Paroles, 1996.
- Des oracles des muets, Amay, éd. L'Arbre à paroles, 1996.
- La Tentation de saint Antoine, Namur, éd. Sources, coll. « Tiré à Part », 1996.
- La Nuit foudroyée, Vaison-la-Romaine, éd. Le Geai Bleu, coll. « Bibliofil », 1997.
- Dans la chambre d'écriture, Lausanne, éd. L'Âge d'Homme, coll. « Contemporains », 1997.
- L'Agonie au calvaire, Namur, éd. de l'Acanthe, 1998.
- Célébration de la lumière, Amay, éd. L'Arbre à Paroles, coll. « Le Buisson ardent », 1999.
- Rhétorique de Sade, Amay, éd. L’Arbre à paroles, coll. « Textimages », 2000. Gravures originales de Jean-Claude Simus.
- Nos lèvres sont politiques, Ayeneux/Soumagne, éd. Tétras Lyre, 2000. Illustré par Thierry Wesel.
- Autoportrait au suaire, Lausanne, éd. L'Âge d'Homme, 2001.
- Mémoire aux mains nues, Bruxelles, éd. Le Cormier, 2001.
- Poésies I et Poésies II, Amay, éd. L'Arbre à paroles, 2 vol., 2002.
- Une errante intensité, Bruxelles, éd. Le Cormier, 2003. Photographies de Bernard Gilbert.
- La Nuit incertaine, Paris, éd. TranSignum, 2004. Livre d’artiste, avec Luce Cleeren. Version néerlandais-français, trad. néerlandaise de Jan Miskijn.
- Parole et Empreinte, Paris, éd. TranSignum, coll. « 5/5 », 2004. Livre d’artiste avec Roland Castro.
- Celle qui s’est levée avec le soleil, Amay, éd. L’Arbre à paroles, 2004. Vignette de couverture de Roland Castro.
- La Passagère, Rennes, éd. Dana, 2004. Livre peint par Thierry Le Saëc.
- Un automne à Ljubljana, Colommiers, éd. Encres vives, coll. « Lieu », 2004.
- La Lecture infinie, Trois-Rivières-Amay, coéd. Écrits des Forges-L'Arbre à Paroles, 2005.
- Sous un ciel infini d'inquiétude, extraits inédits, Bruxelles, éd. Liaisons, 2005. In : Revue Liaison, no 24.
- Cibles, Poèmes et DVD, livre d'artiste avec Alain Fleurent, Trois-Rivières, éd. Atelier Presse Papier, 2006.
- Ce fragile aujourd'hui, Châtelineau, éd. Le Taillis Pré, 2007.
- Le centre n'est rien. Sofia, éd. Pet Plus, 2008. Anthologie poétique en bulgare.
- Géométries de la fièvre, Bruxelles, éd. Hayez, 2008. Photographies fantasmatiques de Jacques Leurquin.
- Ulysse, errant dans l'ébloui, Châtelineau, éd. Le Taillis Pré, 2009.
- « Tutti Cadaveri », texte publié dans Suivez mon regard, Namur, Institut du Patrimoine Wallon, 2011.
- À la table de Sade, Châtelineau, éd. Le Taillis Pré, 2012.
- Graphies, nue noire, Bruxelles, éd. Tétras Lyre, coll. « Lettrimage », 2013. Photographies de Marianne Grimont.
- Sahariennes, suivi de : Célébration de la lumière. Paris, éd. Al Manar, 2015.
- Bruxelles 1976, livre d'artiste avec André Jolivet, Plougonven, Voltije Editions Limited, 2017.
- Tutti cadaveri, Amay, éd. L'arbre à paroles, coll. « Poésie ouverte sur le monde », 2017. Bilingue français-italien.
- Radical Machines[15], Châtelineau, éd. Le Taillis Pré, 2017.
- Bloody Mary : road movie pour Marilyn Monroe[16], Châtelineau, éd. Le Taillis Pré, 2019. Préface de Marie-Ange Bernard. Illustrations de Thierry Wesel.
- Rose noire, livre d'artiste avec André Joilivet, Plougonven, Voltije Editions Limited, 2019.
- Lumière du livre suivi de Rose noire. Avec un frontispice de Bernard Gilbert. Châtelineau : Le Taillis Pré, 2021.
- L'échappée belle, avec des gravures de Serge Lhoir. Gerpinnes : Tandem, 2021. Livre d'artiste sous boîtier, numéroté et signé.
- Radical Machines, Ferrare (Italie): Edizioni Kolibris, 2023. Coll. "Orly - Poesia belga contemporanea". Traduction en italien de Chiara De Luca. Avec une introduction critique de Michele Nigro. Edition bilingue français-italien.
- De la source au silence, avec des linogravures de Gabriel Belgeonne. Gerpinnes : Tandem, 2024. Livre d'artiste sous boîtier, numéroté et signé.
- L'or obscur des chemins, Bruxelles : Asmodée/EDERN éditions, 2025. Coll. Les Poétiques.
- Le nuage et la rivière, poèmes, avec un frontispice de Godelieve Simons,  Châtelineau : Le Taillis Pré, 2025.

### Essais, critique et discours
- Les ailleurs d’Henri Michaux : actes du colloque international, Namur, octobre 1995, Namur, éd. Sources, 1996. (Dir. scient.)
- La poésie arabe moderne : vers un nouvel humanisme ?, Tournai, éd. La Renaissance du Livre, 2001.
- Christian Hubin : le lieu et la formule, Avin, éd. Luce Wilquin, coll. « L’œuvre en lumière », 2003.
- Jean-Louis Lippert : approche du narrateur en aède, athlète, anachorète, Avin, éd. Luce Wilquin, coll. « L’œuvre en lumière », 2003.
- L'influence des poètes arabes préislamiques sur la naissance de l'amour courtois chez les troubadours de langue d'oc, Bruxelles : Bulletin de  l'Académie Royale de Langue et de Littérature françaises de Belgique, 2011.
- Henri Michaux, un poète né troué, Communication à l'Académie royale de langue et de littérature française de Belgique, 8 novembre 2014
- Georges Thinès, figure faustienne, discours d'hommage, Académie royale de langue et de littérature française de Belgique, novembre 2016.
- J'établis ma résidence dans la métamorphose, Communication à l'Académie royale de langue et de littérature française de Belgique, 2014.
- Jean Tousseul : littérature et identité en Wallonie, Bruxelles, Le Carnet et les instants, Promotion des Lettres, no 196, 1er juillet au 30 septembre 2017, pp. 3-10.
- Discours de réception de Monsieur Éric Brogniet à l'Académie royale de langue et de littérature française de Belgique, le 20 octobre 2012, par Monsieur Philippe Jones, suivi du Discours d'hommage à son prédécesseur Fernand Verhesen, par le récipiendaire, Bruxelles : Palais des Académies, 2012.
- Jacques Crickillon : la littérature en instance d'oubli, Bruxelles, co-édition Samsa-Académie Royale de Langue et de Littérature françaises de Belgique, coll. « Histoire littéraire », 2017.
- La lecture silencieuse : pour un lyrisme de l'expérience, essai. Bruxelles : Académie Royale de Langue et de littérature française de Belgique, coll. Essais, 2022.  (ISBN 978-2-80320-066-5)
- Yves Peyré : l'espace d'un instant. Gerpinnes : Tandem, 2023. Coll. Alentours. 232 p.  (ISBN 978-2-87349-153-6)
- Du vide au silence : une poétique de la présence, Bruxelles : Asmodée/EDERN éditions, 2025. Coll. Les Essais.